# Благовидовская (река)
Благовидовская — река на полуострове Камчатка в России. Длина реки — 12 км. Протекает по территории Мильковского и Быстринского районов.
Начинается на склоне горы Благовидовской, течёт в северо-восточном направлении в ущелье. Впадает в реку Правый Кирганик справа на расстоянии 12 км от устья. По реке проходит граница Мильковского муниципального района. В низовьях распространён берёзовый лес.
По данным государственного водного реестра России относится к Анадыро-Колымскому бассейновому округу.
Код водного объекта — 19070000112120000013536.